# 615 Roswitha
615 Roswitha

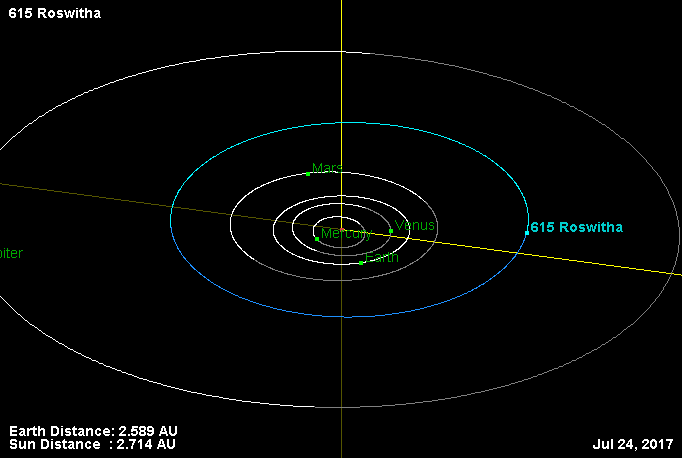
Quỹ dạo của 615 Roswiththa

615 Roswitha là một tiểu hành tinh ở vành đai chính. Nó được August Kopff phát hiện ngày 11.10.1906 ở Heidelberg và được đặt theo tên Hrotsvit von Gandersheim (cũng Hrotswith, Hrosvith, Hroswitha, Roswith, nữ thi sĩ Đức (935; †973)